# Sympathy for the Devil (película)
Sympathy for the Devil (One Plus One) es una película documental de 1968 dirigida por Jean-Luc Godard, basada en la popular banda de rock The Rolling Stones.

## Sinopsis
En Sympathy for the Devil, Godard presenta un testimonio acerca de la banda The Rolling Stones, enmarcado en la época en la que se dieron una gran cantidad de movimientos contraculturales como las Panteras Negras, haciendo referencias a la obra de personajes como Eldridge Cleaver y LeRoi Jones. La película también muestra algunos momentos de los Stones en el estudio de grabación.